# علاقات الكائنات الحية الغذائية
حشرات الارقة تتغذى على أعضاء النباتات المختلفة وتمتص نسغها فهي تمثل آفة زراعية كبرى لانها تتكاثر بسرعة فائقة. أن حشرة واحدة تزن 1 مليغرام تعطي في موسم وأحد عدداً من الصغار يقدر وزنها ب 822 106 طن إذا توفر لها الغذاء الكافي لكن ذلك لا يحصل لوجود حشرات الدعسوقة المفترسة والطيور وحيوانات مفترسة أخرى وبذلك تمكن المفترسات من حماية المحاصيل الزراعية بافتراس حشرات الارقة.

## علاقة البقرة بالمرعى
العلاقة بين البقرة والمرعى وثيقة جدا ويتاثران بعضهما ببعض فالبقرة لايمكنها العيش بدون مرعى والمرعى لايزدهر بدون البقرة. تتغذى البقرة بعشب المرعى والمرعى يستفيد بعديد العناصر الضرورية من البقرة وتاخذ أكسجين الهواء الجوي وتطرح ثاني أكسيد الكربون الذي ينتشر في الهواء الجوي. لو بقى هذا الغاز على حاله لتسبب في تضرر العديد من الحيوانات إذا النبات في المرعى يمتص هذا الغاز ويستعمله في عملية التركيب الضوئي ويطرح الأكسجين الذي تستهكله البقرة أثناء تنفسها. توجد في تربة المرعى العديد من الجراثيم والكائنات الدقيقة تفكك فضلات البقرة وتبسطها إلى عناصر تاخذ منها حاجاتهاويتوزع الباقي في التربة تستفيد بها جذور النباتات بعملية الامتصاص. وأخيرا إذا ماتت البقرة تتمدد جثتها على العشب فتستهلكها الحيوانات اللاحمة والبقية من الجثة تفكك بالجراثيم وهكذا تتواصل الدورات الحياتية مما يحافظ على استدامتها في المرعى.

## مثال من السلسلة الغذائية
- الدلفين يأكل تن وتن يأكل اسكمبري والاسكمبري يأكل عوالق حيوانية والعوالق تأكل عوالق نباتية.
- النسر يأكل ثعبان والثعبان يأكل فار الحقول والفار يأكل جرادة والجرادة تتغذى على نبات أخضر.

## المستوايات الغذائية
- المستهلك درجة أولى ،الحيوانات العاشبة
- المستهلك درجة ثانية ،الحيوانات اللاحمة التي تتغذى على الحيوانات العاشبة
- المستهلك درجة ثالثة، الحيوانات اللاحمة التي تتغذى على الحيوانات اللاحمة
- المفككات، تكتمل السلسلة الغذائية بتفكيك الكائنات الميتة النباتية والحيوانية بواسطة الجراثيم يرمز للكائنات المفككة بحرف D

## الخلاصة
يحتاج كل كائن حي إلى التغذية الملائمة حيث تنتقي النباتات والحيوانات غذائها حسب احتياجاتها داخل المنظومة البيئية والسلسلة الغذائية هي مجموعة الكائنات الحية في وسطها البيئي المترابطة فيما بينها غذائيا وتتكون من عدة حلقات.كل كائن حي يتغذى ويغذي.